# Lukács Dániel (labdarúgó)
Lukács Dániel (Budapest, 1996. április 6. –) magyar labdarúgó, csatár, a Puskás Akadémia játékosa.

## Pályafutása

### Klubcsapatokban
2013-ban kezdte el profi karrierjét a Rákospalota csapatában. Szeptember 28-án mutatkozott be az NB III keleti csoportjában a Kazincbarcika ellen, ahol csereként lépett pályára.
Az ezután következő hat évet a Honvéd csapatainál töltötte, ahol 2015-ben az NB I-ben is pályára lépett a Békéscsaba elleni november 18-i 3–2-es eredménnyel záruló mérkőzésen. Ezután sokáig csak az NB III-as csapatban kapott lehetőséget, majd 2018-ban Újpestre került kölcsönbe.
A 2019–2020-as szezon második felét a másodosztályú Tiszakécskénél töltötte, szintén kölcsönben.
A 2021-es év hozta el az áttörést számára, ugyanis az NB II-es Kecskeméthez igazolva, 35 mérkőzésen 25 gólt szerzett, amivel a gólkirályi címet is megszerezte. Csapata 2. helyen végezve feljutott, viszont ő maradt a bajnokságban, ugyanis a Diósgyőrhöz igazolt.
A 2022–2023-as szezon is jól sikerült számára, hiszen az összes meccsen kezdőként pályára lépve 19 gólt szerzett, csapata pedig bajnokként feljutott az NB I-be.
2024 januárjától újra a Kecskemét együttesénél folytatta a pályafutását.
A 2025–26-os idényt a Puskás Akadémiámál kezdte. 2025. augusztus 16-án a Ferencváros elleni idegenbeli mérkőzésen az ő két góljával győztek 2–1-re.

## Sikerei, díjai
Kecskemét
- NB II ezüstérmes: 2021−22

 Diósgyőri VTK
- NB II bajnok: 2022–23

Egyéni
- NB II gólkirály: 2021–22 (25 gól)